# Saas-Balen
Saas-Balen é uma comuna da Suíça, no Cantão Valais, com cerca de 400 habitantes. Estende-se por uma área de 30,22 km², de densidade populacional de 13 hab/km². Confina com as seguintes comunas: Eisten, Saas-Fee, Saas-Grund, Sankt Niklaus, Simplon. 
A língua oficial nesta comuna é o Alemão.